# КК Анадолу Ефес
КК Анадолу Ефес (тур. Anadolu Efes S.K.) турски је кошаркашки клуб из Истанбула. У сезони 2024/25. такмичи се у Првој лиги Турске и у Евролиги. Најуспешнији је турски кошаркашки клуб — освојио је 28 освојених националних трофеја (16 првенстава и 12 купова) и две Евролиге.

## Историја
Клуб је основан 1976. као КК Ефес пилсен, преузевши место од друголигашког тима Кадикојоспора који је угашен због финансијских проблема. Главни спонзор тима је била пивара Ефес пилсен. Већ у првој сезони били су првопласирани у другој лиги и пласирали се у први ранг такмичења где се такмиче до дан данас. У првој сезони у првој лиги (1978/79) освојили су титулу шампиона.
Први већи успех у европским такмичењима имали су у сезони 1992/93. када су стигли до финала Сапорта купа, да би у сезони 1995/96. освојили Куп Радивоја Кораћа и тако постали први турски тим који је освојио неко европско такмичење. Такође су постали и важан фактор у Евролиги, стигавши два пута до Фајнал-фора (2000 и 2001) где су оба пута били трећи. 
Године 2011. клуб је променио име у Анадолу Ефес, након што је законом у Турској постало забрањено рекламирање алкохолних производа у спорту.

## Успеси

### Национални
- Првенство Турске:
  - Првак (16): 1979, 1983, 1984, 1992, 1993, 1994, 1996, 1997, 2002, 2003, 2004, 2005, 2009, 2019, 2021, 2023.
  - Вицепрвак (14): 1980, 1986, 1998, 1999, 2000, 2001, 2006, 2007, 2010, 2012, 2015, 2016, 2022, 2024.

- Куп Турске:
  - Победник (12): 1994, 1996, 1997, 1998, 2001, 2002, 2006, 2007, 2009, 2015, 2018, 2022.
  - Финалиста (5): 2004, 2014, 2017, 2019, 2024.

- Суперкуп Турске:
  - Победник (14): 1986, 1992, 1993, 1996, 1998, 2000, 2006, 2009, 2010, 2015, 2018, 2019, 2022, 2024.
  - Финалиста (11): 1994, 1997, 1999, 2001, 2002, 2003, 2004, 2005, 2007, 2012, 2016.

### Међународни
- Евролига:
  - Победник (2): 2021, 2022.
  - Финалиста (1): 2019.

- Куп Радивоја Кораћа:
  - Победник (1): 1996.

- Куп Рајмонда Сапорте:
  - Финалиста (1): 1993.

## Учинак у претходним сезонама
| Сез.     | Првенство Турске | Куп Турске   | Европско такмичење      |
| -------- | ---------------- | ------------ | ----------------------- |
| 2001/02. | Првак            | Победник     | Евролига — Топ 16       |
| 2002/03. | Првак            | Полуфинале   | Евролига — Топ 16       |
| 2003/04. | Првак            | Финалиста    | Евролига — Топ 16       |
| 2004/05. | Првак            | Четвртфинале | Евролига — Четвртфинале |
| 2005/06. | Вицепрвак        | Победник     | Евролига — Четвртфинале |
| 2006/07. | Вицепрвак        | Победник     | Евролига — Топ 16       |
| 2007/08. | Полуфинале ПО    | Полуфинале   | Евролига — Топ 16       |
| 2008/09. | Првак            | Победник     | Евролига — Топ 24       |
| 2009/10. | Вицепрвак        | Полуфинале   | Евролига — Топ 16       |
| 2010/11. | Полуфинале ПО    | Четвртфинале | Евролига — Топ 16       |
| 2011/12. | Вицепрвак        | Полуфинале   | Евролига — Топ 16       |
| 2012/13. | Полуфинале ПО    | Четвртфинале | Евролига — Четвртфинале |
| 2013/14. | Четвртфинале ПО  | Финалиста    | Евролига — Топ 16       |
| 2014/15. | Вицепрвак        | Победник     | Евролига — Четвртфинале |
| 2015/16. | Вицепрвак        | Четвртфинале | Евролига — Топ 16       |
| 2016/17. | Полуфинале ПО    | Финалиста    | Евролига — Четвртфинале |
| 2017/18. | Полуфинале ПО    | Победник     | Евролига — 16. место    |
| 2018/19. | Првак            | Финалиста    | Евролига — Финалиста    |
| 2019/20. | прекинуто        | Четвртфинале | Евролига (прекинуто)    |
| 2020/21. | Првак            | није игран   | Евролига — Победник     |
| 2021/22. | Вицепрвак        | Победник     | Евролига — Победник     |
| 2022/23. | Првак            | није игран   | Евролига — 11. место    |
| 2023/24. | Вицепрвак        | Финалиста    | Евролига — Плеј-ин      |
| 2024/25. | —                | Четвртфинале | Евролига                |

## Познатији играчи
| - Ченк Акјол - Ендер Арслан - Енгин Атсур - Станко Бараћ - Естебан Батиста - Милко Бјелица - Маркус Браун - Ендру Визнески - Славко Вранеш - Милош Вујанић - Никола Вујчић - Керем Гонлум - Синан Гулер - Хенри Домеркант - Предраг Дробњак | - Томас Ертел - Марио Касун - Душан Кецман - Ненад Крстић - Ибрахим Кутлај - Стефон Лазме - Трејџан Лангдон - Петар Наумоски - Боштјан Нахбар - Горан Николић - Мехмет Окур - Омер Онан - Скуни Пен - Стратос Перпероглу - Зоран Планинић | - Бојан Поповић - Марко Поповић - Мирослав Радуљица - Игор Ракочевић - Александар Рашић - Лоренс Робертс - Зоран Савић - Данијел Сантијаго - Керем Тунчери - Хидајет Туркоглу - Мирсад Туркџан - Клифорд Хемондс - Душан Чантекин - Дарио Шарић - Владо Шћепановић |

## Познатији тренери
- Ергин Атаман
- Дејвид Блат
- Душан Ивковић
- Велимир Перасовић